# كانتون سان فيسينت
كانتون سان فيسينت (بالإنجليزية: San Vicente Canton, Ecuador)‏ هو كانتون في الإكوادور، يتبع مقاطعة مانابي. ينقسم إلى أبرشيات.